# Berndt Trepesch
Berndt Trepesch (* 24. Februar 1952 in Amberg) ist ein deutscher Künstler und Pädagoge.

## Leben
Trepesch machte 1972 Abitur am Gregor-Mendel-Gymnasium Amberg und studierte von 1972 bis 1973 an der Akademie der Bildenden Künste Nürnberg. Nach dem Zivildienst setzte er sein Studium fort und legte 1979 sein erstes Staatsexamen und nach dem Referendariat 1981 sein zweites Staatsexamen ab. Trepesch war danach Lehrer am Herzog-Christian-August-Gymnasium Sulzbach-Rosenberg. 1979 trat er der „Gruppe Amberger Künstler“ (GAK) bei. 1984 kaufte und sanierte er den Weiglhof in Speckmannshof. Trepesch ist verheiratet und hat zwei Söhne, die ebenfalls künstlerisch aktiv sind. Trepeschs Onkel war der Landschafts- und Porträtmaler Josef Vietze (1902–1988).

## Werke (Auswahl)
Die Werke von Trepesch umfassen eine Vielzahl an Malereien, Grafiken, Plastiken und Installationen.

### Kunst gegen die Wiederaufarbeitungsanlage Wackersdorf

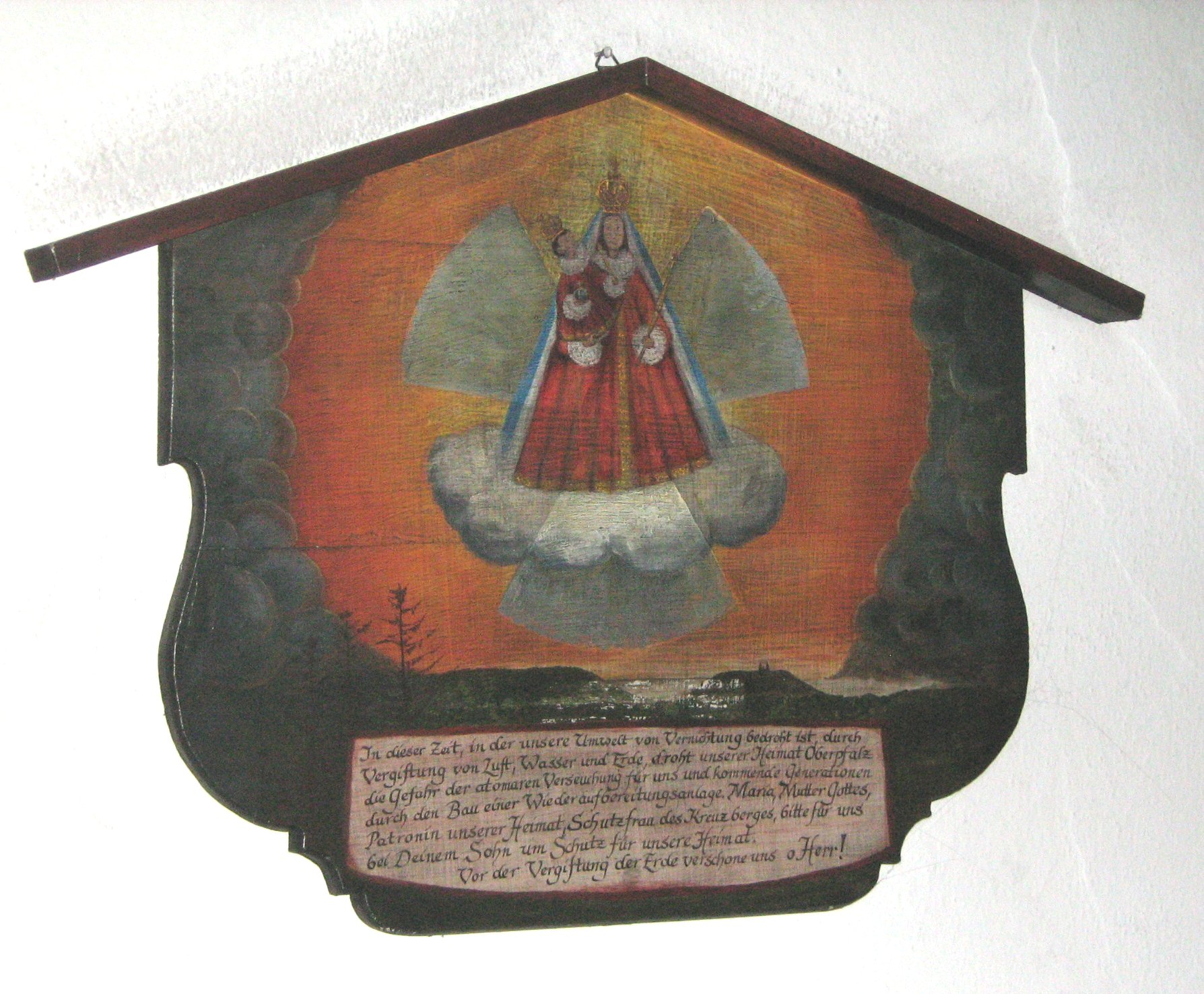
Anti-WAA-Votivtafel

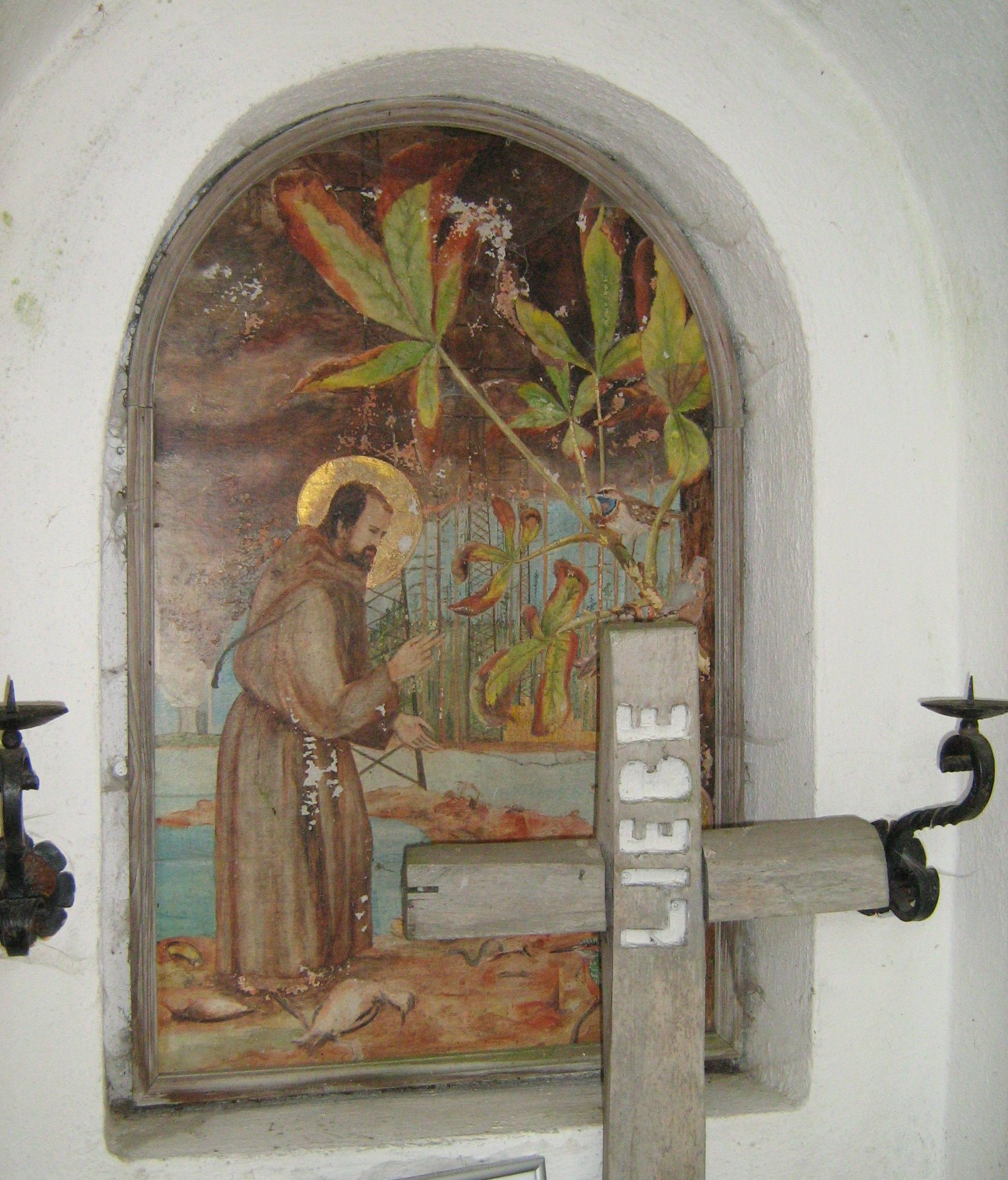
Franz von Assisi im Franziskus-Marterl

Trepesch engagierte sich auch künstlerisch gegen den Bau der atomaren Wiederaufarbeitungsanlage Wackersdorf (WAA).
Er malte die Anti-WAA-Votivtafel, die 1984 bei einer Bittprozession zur Schwandorfer Kreuzbergkirche übertragen und in der dortigen Gnadenkapelle aufgehängt wurde. Die Votivtafel zeigt den Lichtblitz einer Atombombe bei dem die Schutzmantelmadonna vor dem Atomzeichen auf der atomaren Wolke zu sehen ist. Ferner sieht man von Amberg kommend die Stadt Schwandorf mit dem Kreuzberg und der Kreuzbergkirche.
1984 schuf Trepesch das Bild für das Franziskus-Marterl im Taxöldener Forst, das zum sonntäglichen Treffpunkt für viele WAA-Gegner wurde. Er malte den Heiligen Franz von Assisi wie er zu den Vögeln spricht (Vogelpredigt). Am Kastanienbaum sind ein Blaukehlchen, ein Kleiber und ein Grünspecht zu sehen. Ein Mauersegler fliegt umher. Am Boden ist eine Bachstelze, ein Eisvogel und zwei tote Vögel. Müll und ein leerer Kanister liegen am Boden herum. Im Hintergrund sind ein See, Hochspannungsmasten und das Kohlekraftwerk Schwandorf aus dem schmutzige braune Rauchwolken kommen.
Eine weitere Anti-WAA-Votivtafel malte Trepesch für die Wallfahrtskirche Maria Hilf (Amberg).

### „Ein Boot – oder die Hoffnung fahren lassen“

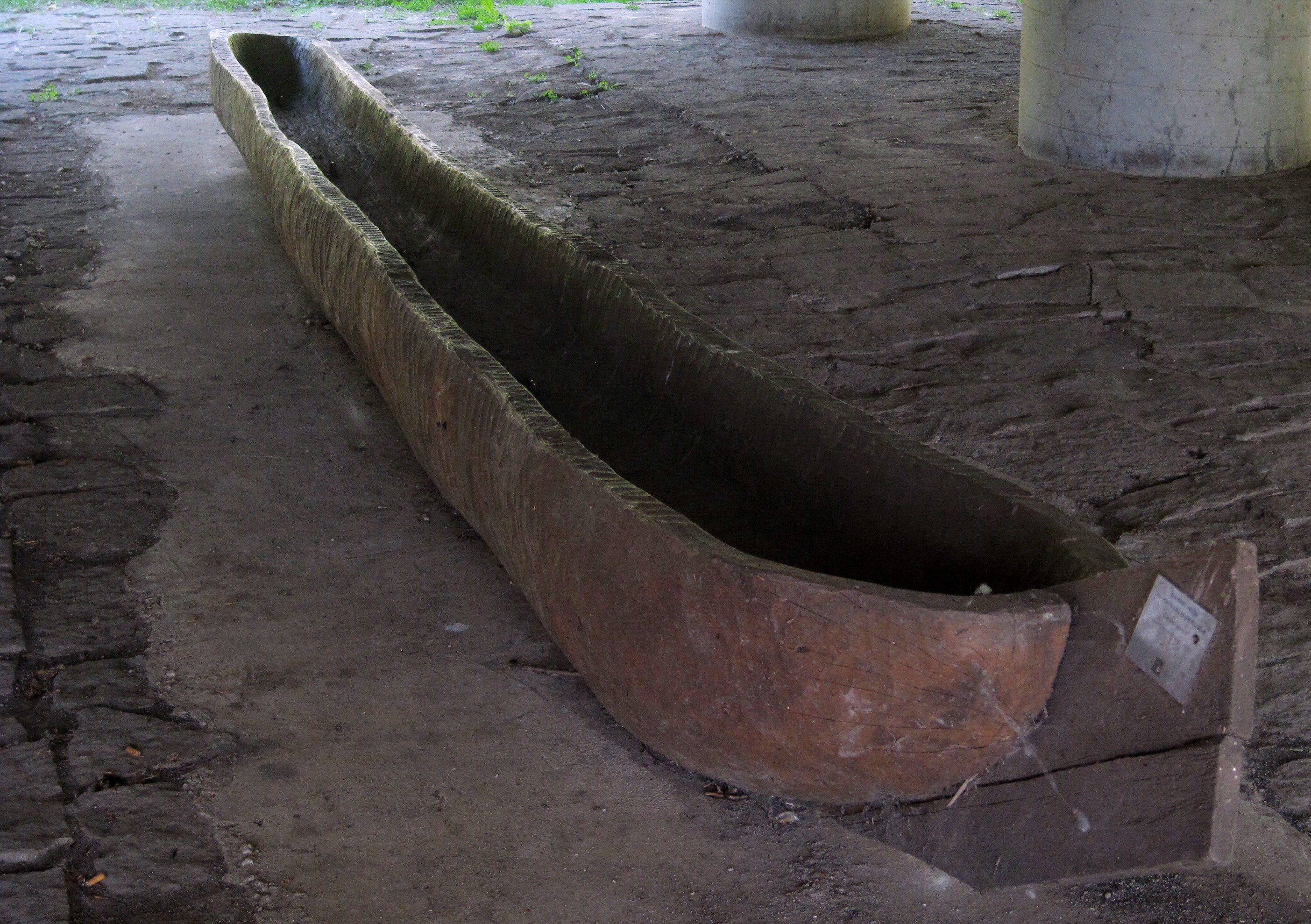
„Ein Boot – oder die Hoffnung fahren lassen“ (Amberger Skulpturenweg)

Für den Amberger Skulpturenweg 2010 schnitzte Trepesch aus Pappelholz „Ein Boot – oder die Hoffnung fahren lassen“.
Es soll ein Symbol sein für das Leben wie in der Romantik (siehe Caspar David Friedrich).

## Ausstellungen (Auswahl)
Trepesch beteiligt sich bis heute an fast allen Jahresausstellungen der „Gruppe Amberger Künstler“ (GAK). Weitere wichtige Ausstellungen waren für ihn u. a. in Wiesenfelden vom Bund Naturschutz, im Freilandmuseum in Perschen, im Oberpfälzer Künstlerhaus in Fronberg und 2011 im Museumsquartier Tirschenreuth.